# Бузникуватська сільська рада
| Бузникуватська сільська рада — колишній орган місцевого самоврядування у Вільшанському районі Кіровоградської області з адміністративним центром у с. Бузникувате. Сільській раді були підпорядковані населені пункти: - с. Бузникувате |

## Склад ради
Рада складалася з 12 депутатів та голови.

### Керівний склад ради
| ПІБ                       | Основні відомості                                                         | Дата обрання | Дата звільнення |
| ------------------------- | ------------------------------------------------------------------------- | ------------ | --------------- |
| Барда Сергій Анатолійович | Сільський голова, 1975 року народження, освіта, член Партії регіонів      | 26.03.2006   | 31.10.2010      |
| Барда Сергій Анатолійович | Сільський голова, 1975 року народження, освіта вища, член Партії регіонів | 31.10.2010   |                 |

Примітка: таблиця складена за даними джерела

## Населення
За переписом населення України 2001 року в сільській раді мешкало 506 осіб.

### Мова
Розподіл населення за рідною мовою за даними перепису 2001 року:
| Мова       | Відсоток |
| ---------- | -------- |
| українська | 97,81 %  |
| російська  | 1,59 %   |
| молдовська | 0,40 %   |